# Catostylus purpurus
Catostylus purpurus es una especie de medusa perteneciente a la familia Catostylidae. Su coloración es marrón violáceo. Se encuentra en aguas cercanas a Filipinas.